# Lamprogaster imperialis
Lamprogaster imperialis är en tvåvingeart som beskrevs av Mcalpine 1973. Lamprogaster imperialis ingår i släktet Lamprogaster och familjen bredmunsflugor. Inga underarter finns listade i Catalogue of Life.